# Římskokatolická farnost Hradešice
Římskokatolická farnost Hradešice je územním společenstvím římských katolíků v rámci sušicko-nepomuckého vikariátu českobudějovické diecéze.

## O farnosti

### Historie
Plebánie existovala v Hradešicích od roku 1360, později zanikla. Farnost byla obnovena v roce 1620.

### Současnost
Farnost je administrována ex currendo ze Zavlekova.
| Kostel                          | Místo     | Bohoslužba             | Bohoslužba             | Poznámka        |
| ------------------------------- | --------- | ---------------------- | ---------------------- | --------------- |
| Kaple sv. Martina               | Černíč    | neslouží se pravidelně | neslouží se pravidelně | obecní kaple    |
| Kostel Proměnění Páně           | Hradešice | neděle                 | 11.15                  | farní kostel    |
| Kostel sv. Antonína Paduánského | Hradešice | neslouží se pravidelně | neslouží se pravidelně | filiální kostel |